# Asbestos (série télévisée)
Asbestos est une mini-série québécoise en 6 épisodes de 45 minutes scénarisée par Geneviève Lefebvre et diffusée du 3 mars 2002 au 7 avril 2002 à la Télévision de Radio-Canada.

## Synopsis
La grève des mineurs de l'amiante, à Asbestos en 1949, est considérée comme l'une des crises déterminantes dans la naissance du Québec moderne. Cette série dramatique, tournée à Thetford Mines et dans plusieurs autres villes, raconte l'histoire de Maurice Vaillancourt. Celui-ci doit gagner durement sa vie à la mine comme tant d'autres qui compromettent leur santé pour un salaire de misère. Lorsque les travailleurs décideront de tenir tête aux compagnies minières et au gouvernement Duplessis qui les appuie, Maurice répondra présent et le destin le placera au cœur de la tourmente.

## Distribution
- Johanne Marie Tremblay : Béatrice
- Stéphane Gagnon : Maurice Vaillancourt
- Frédérick De Grandpré : Paul Vaillancourt
- Mélissa Désormeaux-Poulin : Madeleine Vaillancourt
- Normand Chouinard : Charles Arcand
- Philippe Lambert : Pierre Arcand
- Fanny Mallette : Amélie
- Léa-Marie Cantin : Christina Arcand
- Murray Head : Peter Bedford
- Isabelle Blais : Charlotte Comtois
- Jacques Girard : Armand Comtois
- Roger La Rue : Roger Belzile
- Carl Béchard : Hubert Lacombe
- Réal Bossé : Jean Vaugeois
- Claude Despins : François Gauthier
- Luc Proulx : Ti-Claude Duquette
- Gordon Masten : William Wiser
- Clémence DesRochers : Antoinette Gagnon
- Norman Helms : Curé Borduas
- Jacques Lavallée : Curé Antonin
- Nicole Leblanc : Rose
- Marcel Leboeuf : Notaire Théoret
- Mark Camacho : Contremaître J. Franklin
- Barry Blake : Lewis Brown
- Guy Thauvette : Chef de police Turcotte
- Maude Campeau : Gabrielle (jeune)
- Larry Day : Oscar Hunter
- Frédérique Collin : Mme Duquette
- Pierre Leblanc : Hilarion Leroux
- Alexandre Mérineau : Elzéar Meunier
- Dominique Leduc : Gabrielle (40 ans)
- Jude Beny : Madame Wiser

## Fiche technique
- Scénariste : Geneviève Lefebvre
- Réalisateur : André Melançon
- Producteurs : Jacques Blain et Josée Vallée
- Production : Cirrus Communications inc.

## Épisodes
1. Le Pacte
2. La Rumeur
3. La Fêlure
4. Le cri de la Colère
5. L'Opinion publique
6. Le Prix de la victoire